# Governo Sánchez III
Il Governo Sánchez III è l’attuale governo del Regno di Spagna, in carica dal 21 novembre 2023. Nato dal risultato delle elezioni del 2023, è il primo della XV legislatura.

## Storia

### Formazione
In seguito al complicato quadro politico emerso dalle elezioni generali, che hanno visto sia la vittoria, sebbene solo relativa, del Partito Popolare e del suo blocco di centro-destra (anche a causa della pesante perdita di consensi del partito di estrema destra Vox), così come il consolidamento del Partito Socialista Operaio Spagnolo e del suo blocco di centro-sinistra (comunque senza una maggioranza chiara), per il paese è iniziato un incerto periodo post-elettorale, caratterizzato da lunghe negoziazioni e difficoltà in tutto il processo di formazione, che hanno fatto pensare anche ad una probabile ripetizione elettorale.
Difatti, constatato l’esito complesso del voto, il Re Filippo VI ha, per prassi istituzionale, inizialmente affidato, in data 22 agosto, l’incarico al candidato del partito giunto per primo alle elezioni, ovvero il popolare Alberto Núñez Feijóo, di formare una maggioranza di governo, nonostante fosse già ben noto, vista l’elezione pochi giorni prima, nella prima seduta del Congresso dei Deputati in data 17 agosto, della socialista Francina Armengol alla carica di Presidente dell’Assemblea (riuscita con la promessa dei socialisti di permettere l’uso di catalano, basco e galiziano in aula), che la sua votazione di investitura non avrebbe avuto esito positivo. La cosa è stata definitivamente confermata il 27 settembre, giorno della prima votazione, quando egli è stato respinto con 172 favorevoli e 178 contrari ed anche due giorni dopo, il 29 settembre, quando in seconda votazione è stato respinto con 172 favorevoli, 177 contrari ed 1 voto nullo.

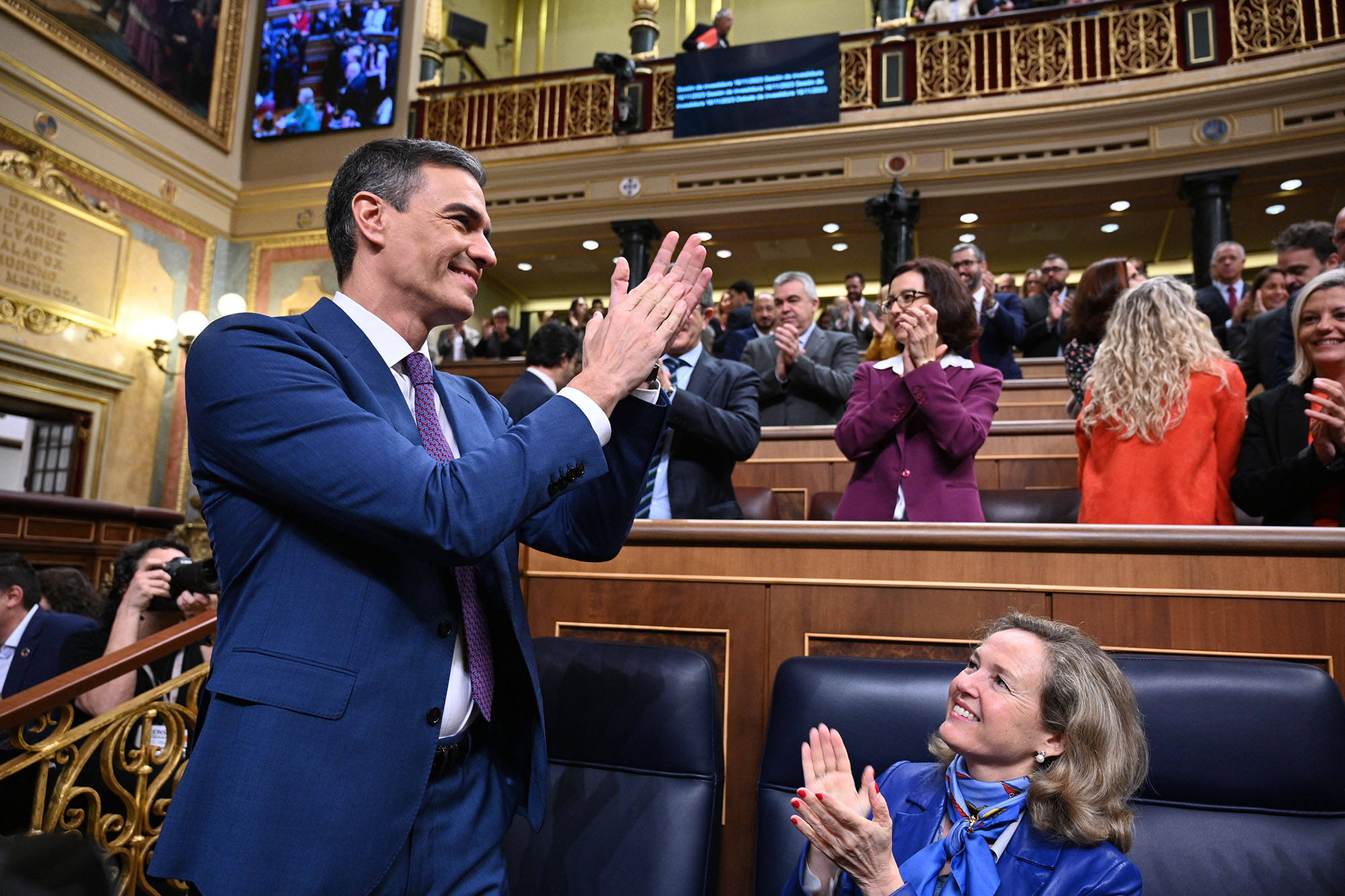
Il Presidente del Governo applaude i deputati socialisti dopo l’approvazione della sua mozione di investitura, 16 novembre 2023.

Nel mentre che ciò accadeva, i socialisti, consci della situazione, non hanno esitato a muoversi in virtù di una futura investitura, aprendo i contatti con tutte le forze politiche del blocco di centro-sinistra, tra cui Movimiento Sumar (SMR), Sinistra Repubblicana di Catalogna (ERC), Euskal Herria Bildu (EHB), Partito Nazionalista Basco (EAJ/PNV) e, soprattutto, con Junts per Catalunya (Junts), il partito dell’ex-Presidente della Catalogna Carles Puigdemont, già in esilio a Bruxelles per sedizione in seguito alla crisi catalana del 2017. Quest’ultima formazione politica, infatti, risultata in ultima battuta l’ago della bilancia dell’assemblea, ha fatto permeare la sua disponibilità ad appoggiare un nuovo governo solo in cambio di forti concessioni politiche.
Iniziati dunque i negoziati con tale fazione, si sono proposte, in cambio di voti favorevoli, varie cose, tra cui l’avvio delle procedure per il riconoscimento comunitario di catalano, basco e galiziano (lingue co-officiali nel paese, per il momento, solo nelle rispettive comunità autonome), sebbene la proposta sia silenziosamente morta abbastanza in fretta per via della tacita opposizione dell’Unione europea, ma soprattutto, su spinta del capo del partito catalano, una legge di amnistia per i leader separatisti (compreso egli stesso), su cui i socialisti sono sembrati, in buona parte, abbastanza aperti, seppur con alcune reticenze.
Socialmente, tuttavia, ciò ha portato a molte resistenze ed opposizioni, specie da parte degli elettori di centro-destra ed estrema destra (ma sentite in parte anche nel PSOE), culminate in proteste sia pacifiche che violente e resesi sempre più acute all’avvicinarsi della possibile investitura.
Ciononostante, il leader socialista e Presidente del Governo uscente Pedro Sánchez, ottenuto dal Re il mandato esplorativo ufficiale in data 3 ottobre, ha continuato a siglare accordi per consolidare ufficialmente la sua posizione, giungendo infine a siglare, in data 9 novembre 2023, anche l’accordo con Junts per Catalunya, sebbene non senza dissapori.
In definitiva, dunque, conclusesi tutte le fasi negoziali e siglati gli accordi, la Presidente del Congresso Francina Armengol ha stabilito l’investitura di Sánchez per il 16 ed il 18 novembre, sebbene questi, alla fine, sia stato investito della fiducia già alla prima votazione, con 179 favorevoli e 171 contrari, permettendo così al capo del governo di entrare in carica il giorno successivo (17 novembre), sulla base di un esecutivo di centro-sinistra formato da PSOE/PSC e SMR, con l'appoggio esterno di alcuni partiti autonomisti (tra cui ERC, EAJ/PNV ed EHB), indipendentisti (il già citato Junts) e minori.
Il 21 novembre, dopo essere stati annunciati il giorno precedente, i ministri hanno effettuato il giuramento e sono entrati in carica.

## Compagine di governo

### Appartenenza politica
L'appartenenza politica dei membri del Governo alla sua formazione è la seguente:
| Partito | Partito                                    | Presidente | Ministri | Totale |
| ------- | ------------------------------------------ | ---------- | -------- | ------ |
|         | Partito Socialista Operaio Spagnolo (PSOE) | 1          | 17       | 18     |
|         | Sumar (SMR)                                | -          | 5        | 5      |
| Totale  | Totale                                     | 1          | 22       | 23     |

### Situazione parlamentare
| Camera                 | Collocazione     | Partiti                                                          | Seggi     |
| ---------------------- | ---------------- | ---------------------------------------------------------------- | --------- |
| Congresso dei Deputati | Governo          | PSOE/PSC (121), SMR (26)                                         | 147 / 350 |
| Congresso dei Deputati | Appoggio esterno | ERC (7), Junts (7), EHB (6), P (5), EAJ/PNV (5), CC (1), BNG (1) | 32 / 350  |
| Congresso dei Deputati | Opposizione      | PP (137), VOX (33), UPN (1)                                      | 171 / 350 |

## Composizione
Partito Socialista Operaio Spagnolo (PSOE)
     Partito dei Socialisti di Catalogna (PSC)
     Indipendenti (di area PSOE)
     Indipendenti (su designazione del PSOE)
     Sumar (SMR)
| Presidenza del Governo                        | Presidenza del Governo | Presidenza del Governo | Presidenza del Governo                                    | Presidenza del Governo |
| Carica                                        | Titolare               | Titolare               | Titolare                                                  | Partito                |
| --------------------------------------------- | ---------------------- | ---------------------- | --------------------------------------------------------- | ---------------------- |
| Presidente del Governo                        |                        |                        | Pedro Sánchez Pérez-Castejón                              | PSOE                   |
| Prima Vicepresidente del Governo              |                        |                        | Nadia María Calviño Santamaría (fino al 29 dicembre 2023) | Indipendente           |
| Prima Vicepresidente del Governo              |                        |                        | María Jesús Montero Cuadrado (dal 29 dicembre 2023)       | PSOE                   |
| Seconda Vicepresidente del Governo            |                        |                        | Yolanda Díaz Pérez                                        | SMR                    |
| Terza Vicepresidente del Governo              |                        |                        | Teresa Ribera Rodríguez (fino al 25 novembre 2024)        | PSOE                   |
| Terza Vicepresidente del Governo              |                        |                        | Sara Aagesen Muñoz (dal 25 novembre 2024)                 | Indipendente           |
| Quarta Vicepresidente del Governo (soppresso) |                        |                        | María Jesús Montero Cuadrado (fino al 29 dicembre 2023)   | PSOE                   |
| Presidenza e Relazioni con le Corti           |                        |                        | Félix Bolaños García                                      | PSOE                   |
| Portavoce del Governo                         |                        |                        | María del Pilar Alegría Continente                        | PSOE                   |
| Ministeri                                     |                        |                        |                                                           |                        |
| Ministri                                      | Ministri               | Ministri               | Ministri                                                  | Partito                |
| Economia, Commercio ed Imprese                |                        |                        | Nadia María Calviño Santamaría (fino al 29 dicembre 2023) | Indipendente           |
| Economia, Commercio ed Imprese                |                        |                        | Carlos Cuerpo Caballero (dal 29 dicembre 2023)            | Indipendente           |
| Lavoro ed Economia sociale                    |                        |                        | Yolanda Díaz Pérez                                        | SMR                    |
| Transizione ecologica e Sfida demografica     |                        |                        | Teresa Ribera Rodríguez (fino al 25 novembre 2024)        | PSOE                   |
| Transizione ecologica e Sfida demografica     |                        |                        | Sara Aagesen Muñoz (dal 25 novembre 2024)                 | Indipendente           |
| Finanze                                       |                        |                        | María Jesús Montero Cuadrado                              | PSOE                   |
| Affari esteri, Unione europea e Cooperazione  |                        |                        | José Manuel Albares Bueno                                 | PSOE                   |
| Giustizia                                     |                        |                        | Félix Bolaños García                                      | PSOE                   |
| Difesa                                        |                        |                        | María Margarita Robles Fernández                          | Indipendente           |
| Interno                                       |                        |                        | Fernando Grande-Marlaska Gómez                            | Indipendente           |
| Trasporti e Mobilità sostenibile              |                        |                        | Óscar Puente Santiago                                     | PSOE                   |
| Istruzione, Formazione professionale e Sport  |                        |                        | María del Pilar Alegría Continente                        | PSOE                   |
| Industria e Turismo                           |                        |                        | Jordi Hereu i Boher                                       | PSC                    |
| Agricoltura, Pesca e Alimentazione            |                        |                        | Luis Planas Puchades                                      | PSOE                   |
| Politica territoriale e Memoria democratica   |                        |                        | Ángel Víctor Torres Pérez                                 | PSOE                   |
| Cultura                                       |                        |                        | Ernest Urtasun Domenech                                   | SMR                    |
| Salute                                        |                        |                        | Mónica García Gómez                                       | SMR                    |
| Scienza, Innovazione e Università             |                        |                        | Diana Morant Ripoll                                       | PSOE                   |
| Diritti sociali, Consumo e Agenda 2030        |                        |                        | Pablo Bustinduy Amador                                    | SMR                    |
| Uguaglianza                                   |                        |                        | Ana María del Carmen Redondo García                       | PSOE                   |
| Inclusione, Sicurezza Sociale e Migrazioni    |                        |                        | Elma Saiz Delgado                                         | PSOE                   |
| Infanzia e Gioventù                           |                        |                        | Sira Abed Rego                                            | SMR                    |
| Alloggi e Agenda Urbana                       |                        |                        | Isabel Rodríguez García                                   | PSOE                   |
| Trasformazione digitale e Funzione pubblica   |                        |                        | José Luis Escrivá Belmonte (fino al 6 settembre 2024)     | Indipendente           |
| Trasformazione digitale e Funzione pubblica   |                        |                        | Óscar López Águeda (dal 6 settembre 2024)                 | PSOE                   |

### Esplicative
1. ↑  Pedro Sánchez ha giurato come Presidente del Governo il 17 novembre 2023, dopo aver ricevuto la fiducia da parte del Congresso dei Deputati il giorno precedente; tuttavia, vista la prassi costituzionale di concedere prima la fiducia al Capo di governo (per renderlo "incaricato a formare il governo") e poi al governo nominato in tal senso, la data da considerare "ufficiale" per l'entrata in carica del governo è quella del 21 novembre, in cui i restanti ministri sono entrati in carica.
2. ↑  Di cui, 4 sono anche Vicepresidenti del Governo, 4 sono Indipendenti di designazione PSOE ed uno proviene dalla sezione autonoma catalana del partito politico, Partito dei Socialisti di Catalogna (PSC).
3. ↑  Di cui, uno è anche Vicepresidente del Governo.
4. ↑  Viene riportata la situazione parlamentare solo di questa camera (e non anche del Senato) poiché solo quest'ultima ha il potere di controllare il rapporto di fiducia con l'esecutivo.
5. ↑  Al momento dell’investitura, il 16 novembre 2023, il gruppo era composto da 31 deputati.
6. ↑  Al momento dell’investitura, il 16 novembre 2023, parte della Coalizione Sumar (SMR); in seguito a divergenze interne, infatti, il gruppo ha deciso di uscire, in data 5 dicembre, da quest’ultima, supportando però sempre il governo in carica.
7. ↑  Sezione catalana del PSOE
8. 1 2 3 4 5  Su designazione del PSOE.
9. 1 2  Di area PSOE
10. ↑  Finanze e Funzione pubblica fino al 29 dicembre 2023.
11. ↑  Di area Catalunya en Comú (CatComú).
12. ↑  Di area Más País (MP).
13. ↑  Di precedente area Podemos (P), poi Sumar
14. ↑  Di area Sinistra Unita (IU).
15. ↑  Trasformazione digitale fino al 29 dicembre 2023.
16. ↑  Di area PSOE.

### Bibliografiche
1. ↑   La sconfitta dell’estrema destra di Vox è una delle poche certezze in Spagna, Il Post, 24 luglio 2023.
2. ↑   Elezioni in Spagna, Popolari primi ma senza una maggioranza. Rebus governabilità, SkyTG24, 24 luglio 2023.
3. ↑   Cosa succede ora in Spagna?, Il Post, 24 luglio 2023.
4. ↑   Il re di Spagna ha dato l’incarico di formare un governo al leader del Partito Popolare, Alberto Núñez Feijóo, che però al momento non ha i numeri necessari, Il Post, 22 agosto 2023.
5. ↑   La Spagna è più vicina a un nuovo governo di Pedro Sánchez, Il Post, 17 agosto 2023.
6. ↑   Il parlamento spagnolo non ha dato la fiducia ad Alberto Núñez Feijóo, Il Post, 27 settembre 2023.
7. ↑   Il parlamento spagnolo non ha dato la fiducia ad Alberto Núñez Feijóo, di nuovo, Il Post, 29 settembre 2023.
8. ↑   Le cose per Sánchez si sono complicate, Il Post, 31 luglio 2023.
9. ↑   Carles Puigdemont, ancora lui, Il Post, 25 luglio 2023.
10. ↑   Catalano, basco e galiziano saranno lingue ufficiali dell’Unione Europea?, Il Post, 24 agosto 2023.
11. ↑   Per catalano, basco e galiziano l’ingresso nell’Unione Europea non sarà semplice, Il Post, 20 settembre 2023.
12. ↑   Le condizioni di Carles Puigdemont per appoggiare un nuovo governo Sánchez, Il Post, 5 settembre 2023.
13. ↑   La manifestazione a Madrid contro la possibile amnistia per gli indipendentisti catalani, 24 settembre 2023.
14. ↑   A Madrid ci sono stati degli scontri durante una manifestazione contro l’amnistia per i leader indipendentisti catalani, Il Post, 7 novembre 2023.
15. ↑   Le proteste della destra spagnola contro l’accordo di governo tra socialisti e indipendentisti catalani, Il Post, 7 novembre 2023.
16. ↑   Il re di Spagna ha dato l’incarico di formare un governo al leader del Partito Socialista Pedro Sánchez, dopo che Alberto Núñez Feijóo non era riuscito a ottenere la fiducia, Il Post, 3 ottobre 2023.
17. ↑   Spagna: accordo Psoe-Sumar per un governo di coalizione, ANSA, 24 ottobre 2023.
18. ↑   Spagna. pronta la coalizione Sanchez ma la protesta si infiamma, ANSA, 10 novembre 2023.
19. ↑   In Spagna c’è un accordo per il governo, infine, Il Post, 9 novembre 2023.
20. ↑   Sánchez ha fatto troppe concessioni agli indipendentisti catalani?, Il Post, 13 novembre 2023.
21. ↑   Il Parlamento spagnolo vota giovedì sul governo Sanchez, ANSA, 14 novembre 2023.
22. ↑   Pedro Sánchez è di nuovo primo ministro della Spagna, Il Post, 16 novembre 2023.
23. ↑   Spagna, Pedro Sanchez eletto premier per la terza volta, SkyTG24, 16 novembre 2023.
24. ↑   Spagna, Sanchez resta premier: "Il governo sarà legittimo, democratico e costituzionale", Rai News, 16 novembre 2023.
25. ↑  (ES) Todos los ministros del nuevo Gobierno de Pedro Sánchez, El País, 20 novembre 2023.
26. ↑  (ES) Il nuovo e combattivo governo spagnolo, Il Post, 21 novembre 2023.